# The Shorts
The Shorts (с англ. «Коротышки») — музыкальная группа начала-середины 80-х, состоявшая из четырёх голландских подростков.
Группа была создана в 1977 году композитором Эдди де Хером и сначала называлась «De Bliksemafleiders». В неё входили:
- Ханс ван Вонделен (Hans van Vondelen) (вокал, гитара);
- Эрик де Вилдт (Erik de Wildt) (клавишные);
- Ханс Стоккерманс (Hans Stokkermans) (бас-гитара);
- Петер Везенбек (Peter Wezenbeek) (ударные).

Известной группа стала благодаря хиту «Comment ça va», исполненному в 1983 году. Музыку и исходный текст (на голландском) к нему написал Эдди де Хер. В Нидерландах песня попала на вершину хит-парада, в ФРГ достигла 5-й строчки. В СССР песню перепел певец Сергей Минаев: «Летит сова».
The Shorts исполнили также несколько других песен, которые, однако, не стали хитами. Многие композиции были записаны по-голландски. Группа распалась в 1987 году.

## Дискография
- Don’t Wanna Do It (1981)
- Comment Ça Va (1983)